# NGC 5916A
NGC 5916A је спирална галаксија у сазвежђу Вага која се налази на NGC листи објеката дубоког неба.
Деклинација објекта је - 13° 6' 3" а ректасцензија 15h 21m 13,7s. Привидна величина (магнитуда) објекта NGC 5916 износи 14,4 а фотографска магнитуда 15,1. NGC 5916A је још познат и под ознакама MCG -2-39-18, PGC 54779.